# Kate Schmidt
Kate Schmidt (n. 29 decembrie 1953, Long Beach, California, SUA) este o aruncătoare de suliță ce a reprezentat Statele Unite ale Americii, medaliată olimpică. A participat la 2 ediții ale Jocurilor Olimpice (1972, 1976) în care a câștigat două medalii de bronz.

## Palmares
| An   | Competiție        | Locație                      | Loc | Note  |
| ---- | ----------------- | ---------------------------- | --- | ----- |
| 1972 | Jocurile Olimpice | München, Germania de Vest    | 3   | 59,94 |
| 1973 | Universiada       | Moscova, Uniunea Sovietică   | 2   | 60,34 |
| 1975 | Universiada       | Roma, Italia                 | 2   | 60,36 |
| 1976 | Jocurile Olimpice | Montreal, Canada             | 3   | 63,96 |
| 1977 | Cupa Mondială     | Düsseldorf, Germania de Vest | 4   | 59,46 |
| 1979 | Cupa Mondială     | Montreal, Canada             | 4   | 59,98 |